# Parachernes setosus
Parachernes setosus är en spindeldjursart som beskrevs av Beier 1948. Parachernes setosus ingår i släktet Parachernes och familjen blindklokrypare. Inga underarter finns listade i Catalogue of Life.